# Demografía de América en la Antigüedad
Cálculo de la evolución de la población en América:
| Autor           | 1 Población (millones) | 1000 Población (millones) | 1500 Población (millones) | 1700 Población (millones) |
| --------------- | ---------------------- | ------------------------- | ------------------------- | ------------------------- |
| Clark           | 3                      | 13                        | 41                        | 13                        |
| Durand          | 12                     | 37,5                      | 46,5                      | nd                        |
| Biraben         | 12                     | 18                        | 42                        | 12                        |
| McEvedy y Jones | 4,5                    | 9                         | 14                        | 13                        |
| Maddison        | 6,32                   | 12,86                     | 19,75                     | 13,25                     |

Estimaciones de la población de América Latina desde el siglo I:
| Autor                  | Lugar                          | 1 Población (millones) | 1000 Población (millones) | 1500 Población (millones) | 1600 Población millones)       | 1700 Población (millones) | 1820 Población (millones)      |
| ---------------------- | ------------------------------ | ---------------------- | ------------------------- | ------------------------- | ------------------------------ | ------------------------- | ------------------------------ |
| Maddison               | México Brasil Perú Otros Total | s/i 5,6                | 4,5 0,7 3 3,2 11,4        | 7,5 1 4 5 17,5            | 2,5 0,8 1,3 4 8,6              | 4,5 1,25 1,3 5 12,05      | 6,587 4,507 1,317 8,809 21,22  |
| McEvedy y Jones (1978) | México Brasil Perú Otros Total | 1,5 0,4 0,75 1,55 4,2  | 3 0,7 1,5 3,3 8,5         | 5 1 2 5,2 13,2            | 3,5 1 1,5 4,5 10,5             | 4 1,25 1,5 5,4 12,15      | 6,309 3,827 1,683 10,45 22,269 |
| Rosemblat (1945)       | México Brasil Perú Otros Total | s/i                    | s/i                       | 4,5 1 2 4,885 12,385      | 3,645 0,886 1,591 4,532 10,654 | s/i                       | 6,8 4 1,4 10,863 23,063        |
| Clark (1967)           | Total                          | 2,9                    | 12,6                      | 40                        | 14                             | 12                        | s/i                            |
| Biraben (1979)         | Total                          | 10                     | 16                        | 39                        | 10                             | 10                        | 23,98                          |